# Boda (ort i Centralafrikanska republiken, Lobaye, lat 4,32, long 17,47)
Boda är en ort i Centralafrikanska republiken.   Den ligger i prefekturen Lobaye, i den sydvästra delen av landet, 120 km väster om huvudstaden Bangui. Boda ligger 507 meter över havet och antalet invånare är 16 655.
Terrängen runt Boda är huvudsakligen platt. Boda ligger nere i en dal. Det finns inga andra samhällen i närheten. 
I omgivningarna runt Boda växer huvudsakligen savannskog. Runt Boda är det glesbefolkat, med 9 invånare per kvadratkilometer.